# Fool's Mate
Albums de Peter Hammill
Chameleon in the Shadow of the Night
(1972)
Fool's Mate est le premier album solo de Peter Hammill, sorti en 1971.
Fool's mate est la dénomination anglaise pour la combinaison appelée « le mat du lion » au jeu d'échecs qui usuellement, ne se produit que face à une faute de débutant.
L'intention de cet album n'était pas de produire un état de ses orientations musicales du moment mais plutôt de faire un retour vers les racines de celles-ci. La plupart des titres avaient déjà été écrits trois ou quatre ans plus tôt lors de la période de formation de Van der Graaf Generator et étaient d'ailleurs joué par le groupe dans ses premières heures et ses premières formes. C'est plutôt un album de chansons que d'extravagances musicales.

## Liste des titres
Toutes les titres sont des compositions de Peter Hammill à l'exception de « Imperial Zeppelin » et « Viking » qui sont des compositions communes de Peter Hammill et Chris Judge Smith (en).
1. Imperial Zeppelin
2. Candle
3. Happy
4. Solitude
5. Vision
6. Re-awakening
7. Sunshine
8. Child
9. Summer Song (in the Autumn)
10. Viking
11. The Birds
12. I once wrote some poems
13. Re-Awakening[3]
14. Summer Song in the Autumn[3]
15. The Birds[3]
16. Sunshine[3]
17. Happy[3]

La seconde occurrence des titres en double est la version initiale de démonstration du titre en question.

## Musiciens
- Peter Hammill : chant, chœurs, guitare acoustique, piano
- Hugh Banton : piano, orgue (1, 3, 5-9, 11), chœurs
- Rod Clements : basse, violon (2, 4, 10)
- Nic Potter : basse (1, 3, 6-9, 11)
- Ray Jackson : harpe, mandoline (2, 4, 10), chœurs
- David Jackson : saxophone ténor, alto, flûte (1, 3, 6-8, 10), chœurs
- Robert Fripp : guitare solo (1, 7, 8, 11, 12)
- Guy Evans : batterie, percussions (1, 3, 6, 7, 9, 11, 12)
- Martin Pottinger : batterie (1, 2, 4, 10)
- Paul Whitehead : percussions (10)

Chœurs :
- John, Norman, Alastair